# Гера (регион)
Гера (на френски: Guéra; на арабски: منطقة ڤرا) е регион в Чад. Столицата е град Монго. Намира се на територията на бившата префектура със същото име. Площта му е 58 950 км².

## Единици
Регион Гера включва 2 департамента:
| Департамент | Столица | Под-префектури                                    |
| ----------- | ------- | ------------------------------------------------- |
| Гера        | Монго   | Банг Банг, Биткине, Баро, Мангалме, Монго, Ниерги |
| Барх Синяка | Мелфи   | Мелфи, Мокофи, Шингил                             |

## Население
По данни от 1993 година регионът има население от 306 653 души, от които 263 843 са с постоянно пребиваване в населените места (в селата 219 884; в градовете 43 959), и 42 810 номади. През 2007 година населението на региона възлиза на 434 000 души с гъстота от 7,36 души/км².
През 2009 година населението на региона възлиза на 538 359 души.
Основните етнически групи са Хаджере (66,18 %) и арабите (21,11 %).